# Донс, Оге
Оге Бергишаген Донс (дат. Aage Dons; 19 августа 1903, Фредерикссунн — 20 октября 1993) — датский писатель
, переводчик.

## Биография
Его отец был арендатором. В детстве изучал музыку.
Дебютировал в качестве писателя в 1932 году с радиопостановкой «Вальпургиева ночь», которая позже была издана в виде книги в 1935 году вместе с его первым романом «Концерт».
Автор ряда романов и сборников рассказов. Предметом его часто искусно построенных сюжетов был психологический анализ героев. В своих романах часто прослеживал причины импульсивных конфликтов между действующими персонажами. Занимался переводами английской и американской литературы.
За свои произведения Донс был награждён литературными премиями De Gyldne Laurbær и Kollegernes Ærespris в 1954 году, Det anckerske Legat в 1956 году, Herman Bangs Mindelegat в 1959 году, Drachmannlegatet в 1965 году и медалью Хольберга в 1966 году.

## Избранные произведения
- «Солдатский колодец» (роман, 1936),
- «Мороз на оконных стеклах» (1948),
- «… и все стало мечтой» (1949),
- «Былое не прошло» (автобиография, 1950),
- «Прощальный подарок» (1952),
- «Дрова в мой костёр» (1965).